# 사장낭만
《사장낭만》(私藏浪漫)은 2024년 방송되었던 중국의 드라마이다.

## 줄거리
- 주변의 결혼 압박, 정규직 전환 실패, 생뚱맞은 부서 이전, 헤어진 전남친의 등장까지. 꼬일 대로 꼬이기 시작한 투샤오닝 앞에 고등학교 동창생 지위헝이 나타난다. 두 사람 모두 하루빨리 결혼할 생각이 있어 오랜만의 재회 후 바로 깜짝 결혼을 결심한다. 투샤오닝은 기대 이상의 결혼 상대를 만나게 되고, 10년 전 같은 반 친구였던 두 사람은 10년 후 동료이자 신혼부부로, 사무실의 비밀 연애를 펼친다.

## 등장 인물
- 장자닝 - 투샤오닝 역
- 웨이저밍 - 지유헝 역
- 왕진아 - 라오징 역
- 주정오 (周澄奥) - 자오펑강 역
- 대운범 (代云帆) - 치유 역
- 가영 (柯颖) - 링웨이 역
- 허소함 (许潇晗) - 탕위후이 역
- 후커 - 투마 역
- 류균 (刘钧) - 투푸 역
- 육령 (陆玲) - 자마 역